# Trafoi
Trafoi (Trafoi in tedesco) è una frazione del comune italiano di Stelvio, in provincia autonoma di Bolzano, situata in Alta val Venosta, a 1.570 m s.l.m. lungo la strada che da Prato allo Stelvio sale al passo dello Stelvio dal versante altoatesino (strada statale 38 dello Stelvio).
Ha qui sede la casa del parco Nazionale dello Stelvio e centro visite "Naturatrafoi", con una mostra dedicata al tema della "vita ai confini", parlando degli aspetti geologici del massiccio dell'Ortles e della sopravvivenza di piante ed animali alle estreme condizioni climatiche dell'alta montagna. È anche il paese natale di Gustav Thöni, noto sciatore italiano.

## Storia
Il toponimo Trafoi viene menzionato nel 1304 per la prima volta come Traful, ma documenti permettono di stabilire come la valle era già abitata nel 1221, quantomeno da un eremita cristiano. Il toponimo Traful è stato fatto risalire al termine Tribulium (ovvero "acqua in movimento"). Successivamente invece si considerò il numero tre, e quindi: tre foglie, tre foci, tre casolari, tre focolari. Più recentemente si è invece passati a considerare l'origine da Tra-auer, ovvero "sentiero contorto".
Nel 1502 a Trafoi vi era un solo maso, mentre la prima chiesa arrivò nell'anno 1681. La chiesa parrocchiale invece risale al 1790. Il vescovo di Pavia San Enodio, descrisse (attorno al 500) che un Sant'Antonio fuggito dal paese di Bormio raggiunse la collina del paese di Tarces, ove incontrò due eremiti delle Tre Fontane Sacre e si decise di unirsi a loro, fino al raggiungimento della loro morte. Se si prendono per vere le annotazioni del vescovo, si può affermare che il luogo dove oggi si trovano le Tre Fontane Sacre, sia stato anche in precedenza utilizzato come luogo di un culto pagano; cosa che renderebbe il posto, uno dei santuari più antichi dell'Alto Adige.
Il paese verso il 1520 iniziò a essere abitato, con l'inizio delle stirpi dei Thöni, dei Platzer e degli Ortler.
Solo nel 1804 la vetta dell'Ortles fu scalata per la prima volta, e tra il 1820 e il 1825 fu costruita, su iniziativa dell'imperatore Francesco II d'Asburgo, la strada che conduce al passo dello Stelvio. Nel XIX secolo Trafoi divenne sempre di più una metà turistica, fino ad interrompersi con lo scoppio della prima guerra mondiale, che per il paese che si trovava lungo la cresta di confine si rivelò un dramma.
Tra le due guerre ci fu un ritorno del turismo, soprattutto italiano, oltre che all'inizio del turismo invernale, che anche grazie alla costruzione della seggiovia nel dopoguerra, e dell'impianto estivo al passo, hanno permesso al turismo di continuare ad alimentare la valle, ed al campione Gustav Thöni di poter iniziare ad allenarsi per diventare il campione che fu.

## Monumenti e luoghi di interesse

### Architetture religiose
- Chiesa della Visitazione della Beata Maria Vergine, chiesa parrocchiale
- Tre Fontane Sacre, a 1.607 m di altitudine. La chiesa venne eretta nel 1229 e restaurata tra il 1701 e il 1702, vicino alle tre sorgenti che pare godano di proprietà di guarigione. L'immagine della Madonna che solitamente è custodita nella chiesetta, ogni anno, durante l'inverno viene portata in solenne processione a Trafoi, dove fino a Pentecoste rimane esposta nella chiesa.

## Cultura

### La tradizione delle rotelle
Ogni anno a Trafoi si rinnova la tradizione del lancio delle rotelle, il cosiddetto Scheibenschlagen (o Scheibentreiben), dalla parte alta del paese, salutando così l'inverno e dando il benvenuto alla primavera.
Questo spettacolo è offerto da una trentina di persone che si spinge sulle alture del Pettleiknott, sopra al rio di Trafoi. Da qui le rotelle vengono bruciate nel fuoco e poi lanciate nell'aria, lasciando una bella scia luminosa, volando da una parte all'altra della valle.

## Galleria d'immagini

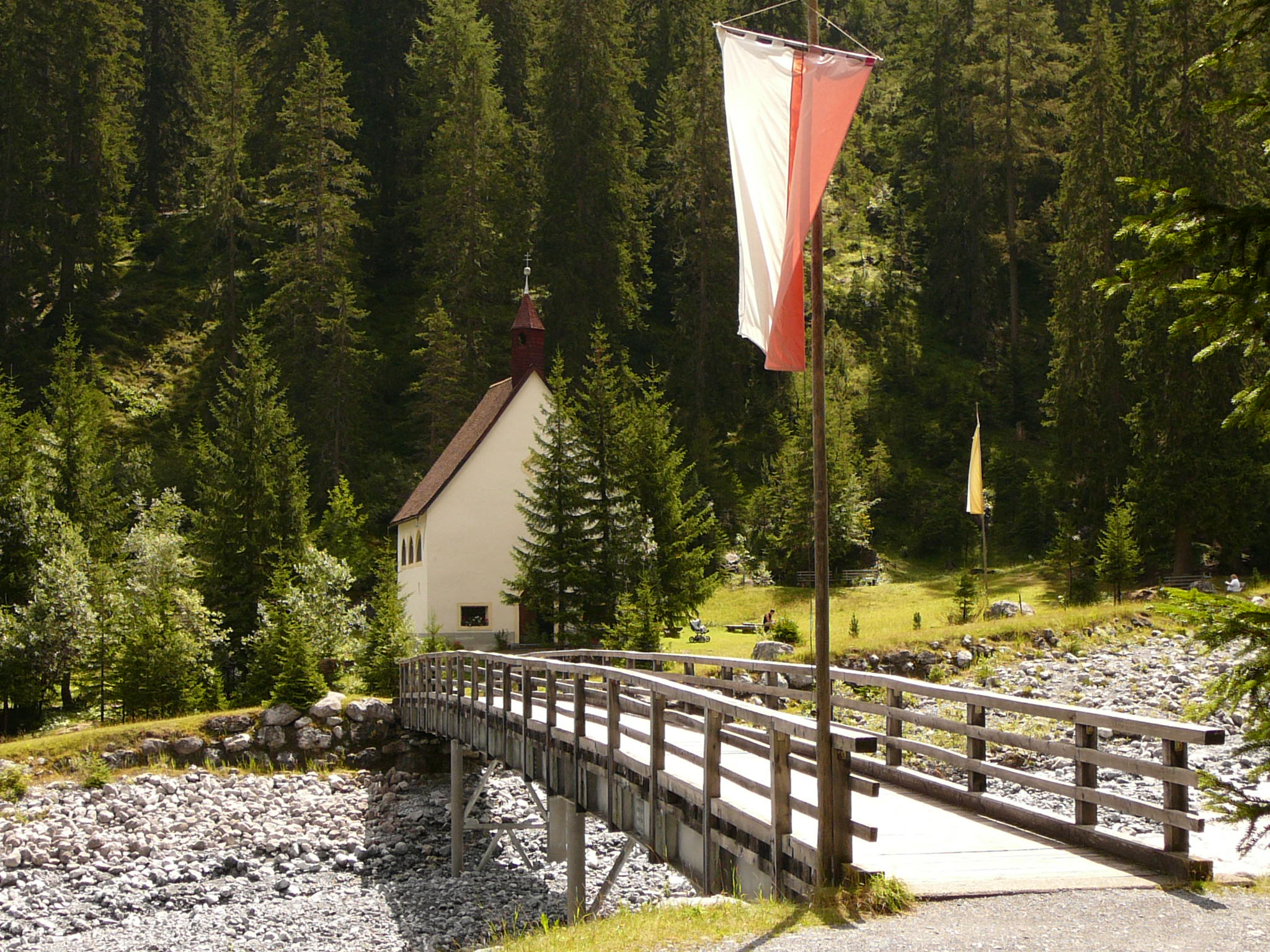
La chiesetta del santuario delle Tre Fontane Sacre.
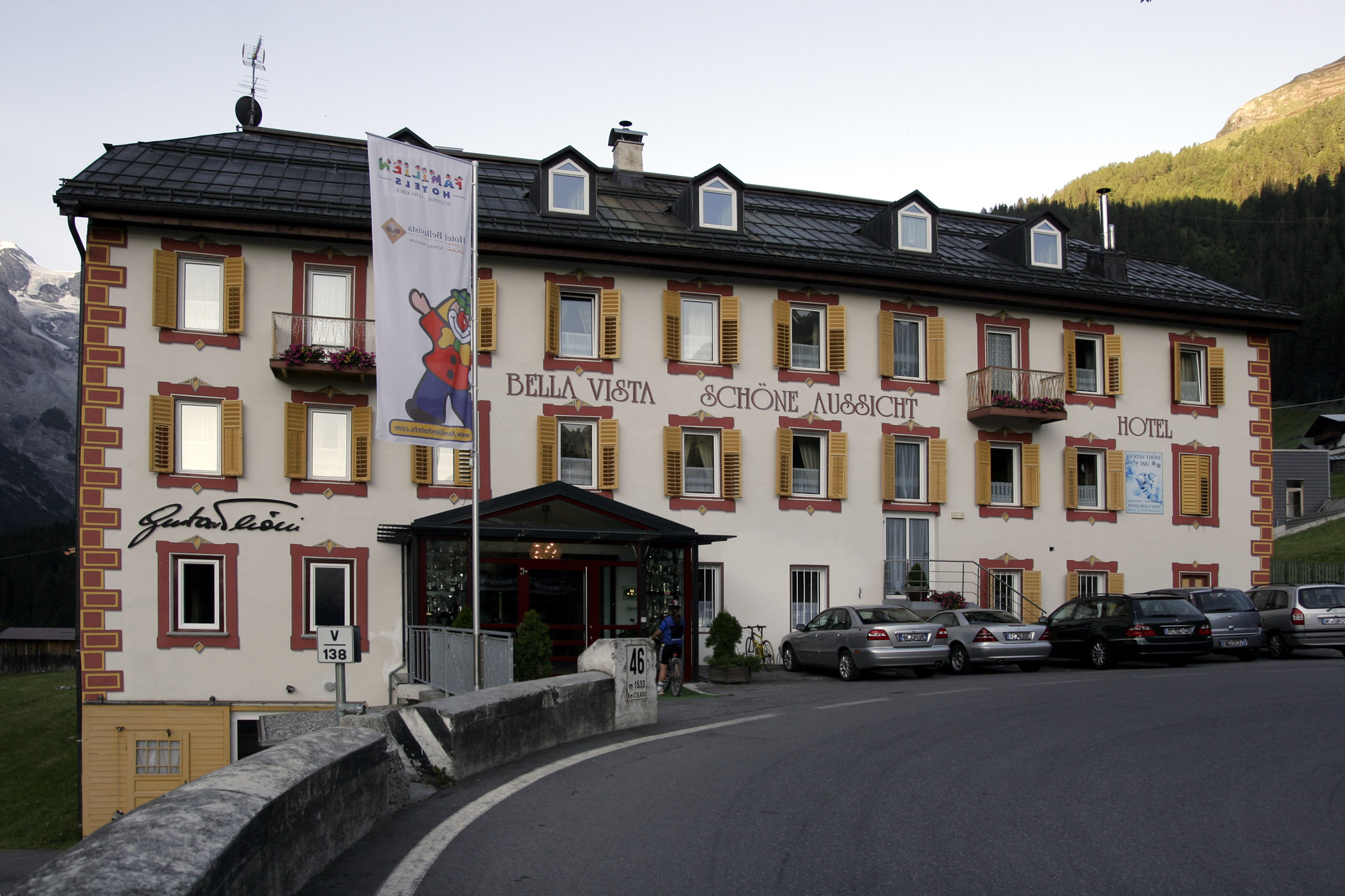
La casa natale di Gustav Thöni.